# Alfred Gauda
Alfred Gauda (ur. 7 grudnia 1940 w Lublinie, zm. 24 listopada 2005 tamże) – polski muzealnik, etnograf, grafik, twórca ekslibrisów. W latach 1977–1992 dyrektor Muzeum Lubelskiego w Lublinie (obecnie Muzeum Narodowe).

## Wykształcenie i praca zawodowa
Szkołę podstawową i liceum im. Hetmana Jana Zamojskiego ukończył w Lublinie. Studia w zakresie etnografii i etnologii na Uniwersytecie Marii Curie-Skłodowskiej w Lublinie ukończył w 1965, uzyskując dyplom magistra. 
W latach 1965–1973 pracował w Muzeum Okręgowym w Lublinie jako asystent, a później kierownik Działu Etnografii. W 1973 objął stanowisko zastępcy dyrektora Wydziału Kultury i Sztuki Urzędu Wojewódzkiego w Lublinie. W roku 1977 powrócił do Muzeum Okręgowego, na stanowisko dyrektora, gdzie pracował do 1992 r. W latach 1992–1995 pracował w Muzeum Wsi Lubelskiej jako starszy kustosz, a następnie kierownik Działu Historii i Kultury Wsi. 
W roku 1995 po wygranym konkursie objął stanowisko dyrektora Krajowego Domu Twórczości Ludowej w Lublinie, które piastował do śmierci.

## Działania pozazawodowe
Pracę zawodową łączył z funkcjami społecznymi w stowarzyszeniach, radach programowych, komitetach organizacyjnych, zespołach doradczych. Swoją wiedzę i doświadczenie wykorzystywał w publikacjach naukowych, recenzjach, odczytach z zakresu sztuki ludowej Lubelszczyzny i kultury wsi. Organizował wystawy i festiwale sztuki ludowej.
Gromadził ekslibrisy, z własnych zbiorów zorganizował wystawy. W latach 70. XX w. zafascynował się twórczością lubelskiego drzeworytnika, Henryka Zwolakiewicza. Przez ok. 30 lat wykonał 361 ekslibrisów w technikach linorytu, drzeworytu, cynkotypii i technikach własnych. Większość powstała na zamówienie bibliofilów, głównie lubelskich.
W ostatnich latach artysta odszedł od linorytu i zaczął wycinać ekslibrisy nożycami do strzyżenia owiec. Powstały znaki odmienne w formie i treści, ale poprzez możliwość powielenia ich w technice offsetu, spełniające klasyczną rolę znaku książkowego. Twórca nawiązywał do polskiej sztuki ludowej. Wykorzystywał spękania fakturalne wysychającego tuszu lub farby jako tło do projektów graficznych. Łączył różne techniki. Wiele znaków poświęcił wydarzeniom swojego miasta i Polski.    
Dzięki dokonaniom artystycznym w zakresie grafiki warsztatowej, uzyskanym nagrodom, rozlicznym wystawom indywidualnym i zbiorowym, twórca uzyskał w roku 1986 uprawnienia Ministra Kultury i Sztuki do wykonywania zawodu artysty plastyka w zakresie grafiki.
Grafika warsztatowa większych rozmiarów to prace przedstawiające zdarzenia polityczne w Polsce. Gauda wykonał także szereg udanych fotogramów twórców ludowych, a także pejzaży Lublina, Kazimierza nad Wisłą, okolic Zakopanego i Szczawnicy.

## Nagrody i wyróżnienia
Ekslibrisy  Alfreda Gaudy były wielokrotnie nagradzane w konkursach ogólnopolskich: I nagroda w konkursie w Puławach, I nagroda w ogólnopolskim konkursie na ekslibris w Kazimierzu Dolnym, wyróżnienie w międzynarodowym konkursie na ekslibris w Grudziądzu i inne. 
W roku 1997 Gauda został uhonorowany nagrodą Ministra Kultury i Sztuki za upowszechnianie kultury.